# Manuel Belgrano
Manuel José Joaquín del Corazón de Jesús Belgrano y González, običajno imenovan Manuel Belgrano (španska izgovarjava: [mãˈnwel βelˈɣɾano]), argentinski ekonomist, pravnik, politik, novinar in vojaški vodja, * 3. junij 1770, Buenos Aires, † 20. junij 1820, Buenos Aires
Sodeloval je v argentinskih vojnah za neodvisnost in leta 1812 zasnoval zastavo Argentine. Velja za enega glavnih Libertadorejev v državi.
Belgrano se je rodil v Buenos Airesu, četrti otrok italijanskega poslovneža Dominga Belgrano y Peri in Josefe Casero. Z idejami iz obdobja razsvetljenstva je stopil v stik na univerzi v Španiji v času francoske revolucije. Po vrnitvi v podkraljestvo Río de la Plata, kjer je postal opazen pripadnik populacije Criollo v Buenos Airesu, je poskušal promovirati nekatere nove politične in gospodarske ideale, vendar je našel močan odpor lokalnih politikov. Ta zavrnitev ga je vodila k prizadevanjem za večjo avtonomijo svoje države od španskega kolonialnega režima. Sprva je neuspešno promoviral težnje Carlote Joaquine, da bi postala vladarska namestnica podkraljevstva v času, ko je bil španski kralj Ferdinand VII. zaprt med polotošlo vojno (1807–1814). Naklonil se je majski revoluciji, ki je 25. maja 1810 z oblasti odstavila podkralja Baltasarja Hidalga de Cisnerosa. Bil je izvoljen za glasovalnega člana Primere Junte, ki je oblast prevzela po odstavitvi.
Kot delegat Junte je vodil nesrečno paragvajsko kampanjo. Njegove čete je v bitkah pri Campichuelu in Paraguaríju premagal Bernardo de Velasco. Čeprav je bil premagan, je kampanja sprožila verigo dogodkov, ki so maja 1811 privedli do neodvisnosti Paragvaja. Umaknil se je v okolico Rosarija, da bi ga okrepil pred morebitnim kraljevim napadom iz vzhodnega pasu reke Urugvaj. Medtem ko je tam zasnoval zastavo Argentine. Prvi triumvirat zastave ni odobril, toda zaradi počasnih komunikacij je Belgrano to izvedel šele čez več tednov, medtem ko je okrepil severno vojsko pri Jujuyu. Tam je Belgrano, vedoč, da je v strateško slabšem položaju proti rojalističnim vojskam, ki prihajajo iz Zgornjega Peruja, naročil izhod Jujuy, ki je evakuiral celotno prebivalstvo province Jujuy v San Miguel de Tucumán. Njegova protiofenziva v bitki pri Tucumanu je povzročila ključno strateško zmago, kmalu pa ji je sledila popolna zmaga nad kraljevsko vojsko Pío Tristán v bitki pri Salti. Vendar pa so njegovi globlji vdori v Zgornji Perú privedli do porazov pri Vilcapugiu in Ayohumi, zaradi česar je Drugi triumvirat odredil, da ga je na mestu novopečenega Joséja de San Martína zamenjal za poveljnika Severne vojske. Do takrat je Asamblea del Año XIII odobrila uporabo Belgranove zastave kot državne vojne zastave.
Belgrano je nato skupaj z Bernardinom Rivadavijo na diplomatsko misijo v Evropo poiskal podporo revolucionarne vlade. Pravočasno se je vrnil, da bi se udeležil kongresa v Tucumanu, ki je razglasil argentinsko neodvisnost (1816). Promoviral je načrt Inkov za ustvarjanje ustavne monarhije z Inkovim potomcem kot voditeljem države. Ta predlog so podprli San Martín, Martín Miguel de Güemes in številni provincialni delegati, vendar so ga delegati iz Buenos Airesa odločno zavrnili. Kongres v Tucumanu je odobril uporabo njegove zastave kot državne zastave. Po tem je Belgrano znova prevzel poveljstvo severne vojske, vendar je bilo njegovo poslanstvo omejeno na zaščito San Miguela de Tucumána pred rojalističnim napredkom, medtem ko je San Martín pripravil vojsko Andov na alternativno ofenzivo čez Ande. Ko naj bi v Buenos Aires napadla José Gervasio Artigas in Estanislao López, je vojsko premaknil proti jugu, vendar so se njegove čete januarja 1820 uprle. Belgrano je 20. junija 1820 umrl zaradi edema. Njegove zadnje besede naj bi bile: »¡Ay, Patria mía!« (Oh, moja država!).